# Sarre-Union
Sarre-Union település Franciaországban, Bas-Rhin megyében. Lakosainak száma 2751 fő (2022. január 1.). Sarre-Union Domfessel, Harskirchen, Keskastel, Rimsdorf, Sarrewerden, Schopperten és Vœllerdingen községekkel határos.

## Népesség
A település népessége az elmúlt években az alábbi módon változott:
| Lakosok száma | 2967 | 2906 | 2908 | 2823 | 2811 | 2796 | 2791 | 2772 | 2751 |
|               | 2013 | 2015 | 2016 | 2017 | 2018 | 2019 | 2020 | 2021 | 2022 |